# Will Parry
William Parry er en fiktiv dreng i Philip Pullmans trilogi om Det gyldne kompas. Han er den mandlige hovedrolle i anden del, Skyggernes kniv, og tredje del, Ravkikkerten.
Will er søn af John Parry, en opdagelsesrejsende og Elaine Parry, en kvinde der tilsyneladende lider af psykiske lidelser, herunder OCD og paranoia. Will kan ikke huske sin far, en tidligere "Royal Marine", som Will ikke har hørt fra siden han forsvandt på en ekspedition til Arktis, hvor man senere finder ud af at han havde forvildet sig ind i en anden verden og ikke kunne komme ud igen.
Will bliver nu nødt til at tage sig af sin mor, på grund af hendes problemer, indtil de en dag bliver forfulgt af flere agenter der af ukendt interesse vil have fat i Will og hans mor. Agenter er tilsyneladende fra det engelske Forsvarsministeriet. Han beslutter at efterlade sin mor hos hans tidligere klaverlærer, Mrs. Cooper og flygter, kommer ved et uheld til at dræbe en af agenterne, selv. Han finder ved et uheld ind til verden med byen Cittágazze og møder den kvindelig hovedrolle Lyra, som han bliver meget gode venner med. De bliver til sidst i serien forelsket i hinanden og Will kysser Lyra, efter hun har tilbudt ham frugt. Deres kærlighed er en hentydning til syndefaldet. Will spiller også en central rolle i krigen mellem Lord Asriel og englene overfor Autoriteten, hvor han skal symbolisere Adam.
Da han bliver vogteren af "Skyggernes kniv" mister han lille- og ringfingeren på sin venstre hånd.
Efter at blevet adskilt fra Will, da han rejser til De Dødes Land, bliver hans daimon nu synlig. Forud for genforeningen, får hans daimon navnet Kirjava af heksedronningen Serafina Pekkala. Kirjava er finsk og betyder mangefarvet eller stribet. Ved udgangen af bogen er Kirjava i form af en kat.
Will er blevet beskrevet som en dreng med lige sorte øjenbryn, mørkt hår, stærk fremtrædende hage og har ofte en lidenskab i sine øjne, der gør at flere har svært ved at se ham i øjnene. Selvom han formodes at have mørkt hår, kan han på forsiden af den amerikanske udgave ses med almindeligt brunt hår og med rødligt hår på den spanske forside. I løbet af serien, bliver Will ofte sammenlignet med Lord Asriel i udseende og personlighed.
I den seneste udgave af trilogiens 3. del Ravkikkerten der er udgivet i Storbritannien, afslører bladet "Lantern Slides", at Will bliver en medicinsk student og i sidste ende læge i sin egen verden. Hans tid som "Kniv-bæreren", har givet ham en evne til at diagnosticere problemer hos sine patienter (sammenlignet med Lyras alethiometer), selvom han ikke viser sin evne i de første undersøgelser, da det vil virke overnaturligt.